# Дауленд, Джон
Джон Да́уленд, также До́уленд (англ. John Dowland; 2 января 1563 — похоронен 20 февраля 1626, Лондон) — английский композитор и лютнист эпохи Возрождения.

## Очерк биографии
Оригинальное (старинное) произношение первого слога в слове Dowland (судя по некоторым свидетельствам XVI—XVII вв.) предполагало дифтонг «oу» (как в слове know). В современном англоязычном мире утвердилось произношение имени через дифтонг «ау» (как в слове now). В дальнейшем тексте статьи используется современная норма.
О детстве и юности Дауленда почти ничего не известно. В 1580 году состоял на службе у британского посла в Париже; там же крестился как католик. Вернулся в Англию около 1584 года; в 1588 году в Оксфордском университете (в колледже Christ Church) получил степень бакалавра музыки. В 1594 году безуспешно претендовал на должность лютниста при елизаветинском дворе, после чего отправился в Рим, где рассчитывал пообщаться со знаменитым композитором (и лютнистом) Лукой Маренцио. По дороге в Италию посетил ряд германских аристократических дворов — в Вольфенбюттеле и Касселе. Приехав во Флоренцию, он оказался вовлечённым в круг английских католиков в изгнании, которые плели заговор против королевы Елизаветы. Дауленд не хотел иметь с ними ничего общего. Он отказался от идеи встретиться с Маренцио в Риме и немедленно отправился в обратный путь (с остановкой в Нюрнберге); вероятно, в 1596 году он вновь оказался в Англии. В 1597 году вышел из печати первый сборник сочинений Дауленда «The First Booke of Songes», на титуле которого автор рекомендует себя как «бакалавр музыки обоих университетов». В 1598—1606 Дауленд занимал пост лютниста при дворе короля Дании Кристиана IV, где получал щедрое жалованье. В 1609 году в Лондоне был издан переведённый Даулендом с латыни трактат «Микролог о практической музыке» Андреаса Орнитопархуса (лат. Musicae activae micrologus; 1517). С 1612 года до конца дней Дауленд — лютнист при дворе Якова I. С 1621 на него начинают ссылаться как на «доктора Дауленда»; однако, где и при каких обстоятельствах композитор мог получить учёную степень, неясно.

## Очерк творчества
Большая часть музыки Дауленда создана для лютни. Это несколько сборников сольных пьес (преимущественно с танцевальной основой: паваны, гальярды, аллеманды, жиги, граунды и др., всего более 110), песни («арии») для голоса и лютни, консорты (в том числе, с участием лютни). В инструментальной музыке Дауленда нередки обработки известных («народных») мелодий, например, чрезвычайно популярных в то время «Une jeune fillette» и «Susanne un jour».
Общее настроение музыки Дауленда грустно-мечтательное, даже меланхоличное. Характерно название одной из его пьес Semper Dowland, semper dolens (лат. «Всегда Доуленд, всегда скорбящий»), заголовок основан на паронимической близости звучания Dowland и лат. dolens.
Самое известное сочинение Дауленда Lachrimae (лат. «слёзы») было создано автором в трёх редакциях — для лютни (первоначальная версия), затем как песня «Лейтесь, мои слёзы» (Flow my teares; 1600) и, наконец, обработана для консорта. В 1604 году он опубликовал сборник консортной музыки под названием Lachrimae or Seaven Teares (21 пьеса), который открывается семью «слёзными» паванами с похожими латинскими заголовками: (1) Lachrimae antiquae (на ту же тему, что и песня Flow my tears), (2) Lachrimae antiquae novae, (3) Lachrimae gementes, (4) Lachrimae tristes, (5) Lachrimae coactae, (6) Lachrimae amantis, (7) Lachrimae verae.
Дауленд — по преимуществу светский композитор. Среди немногих духовных сочинений наиболее интересен сборник сольных и ансамблевых песен (англ. part-songs) «Утешение странника» (A pilgrimes solace; 1612). Обработки псалмов (38, 100, 104, 130, 134), представляющие собой короткие пьесы с силлабическим распевом текста в упрощённой моноритмической фактуре, предназначены для богослужебного (англиканского) обихода. В такой же стилистике выдержан сборник «Ламентации г-на Генри Ноэля» (Mr. Henry Noell Lamentations, для вокального ансамбля; 1597), в который вошли английские метрические (свободные) переложения Miserere, De profundis и др. псалмов.
Полного тематико-систематического каталога сочинений Дауленда (по состоянию на апрель 2018) не существует. Лютневые сочинения Дауленда принято идентифицировать по изданию Дианы Пултон (например, Melancholy Galliard, P25).

## Рецепция
Музыка Дауленда на протяжении XX века пережила второе рождение — как в связи с общим ростом интереса к музыкальной культуре Возрождения и барокко, так и благодаря расширению репертуара академической гитары за счёт лютневой музыки. В 1976-1980 гг. полное собрание сочинений Дауленда записал британец Энтони Рули (Rooley) с ансамблем «The Consort of Musicke», при участии приглашённых музыкантов.
Музыку Дауленда неоднократно использовал Бенджамин Бриттен. Он дважды обработал знаменитую песню Дауленда «Lachrimae» (для альта с фортепиано и для альта с оркестром). В основу «Ноктюрна» (для гитары, 1963; посвящён гитаристу и лютнисту Джулиану Бриму) Бриттен положил другую песню Дауленда «Come, heavy sleep». В 2006 г. Стинг совместно с боснийским лютнистом Э. Карамазовым выпустили альбом Songs from the Labyrinth, программу которого составили преимущественно лютневые сочинения Дауленда.
В честь Дауленда назван кратер на Меркурии.

## Нотные издания
- The collected lute music of John Dowland, ed. D. Poulton and B. Lam. London, 1974.
- John Dowland: Complete consort music, ed. E. Hunt. London, 1985.
- John Dowland: Ayres for four voices, ed. D. Greer // Musica Britannica, VI (2000).